# آرتور استوکس (دوچرخه‌سوار)
آرتور استوکس (انگلیسی: Arthur Stokes; ۱۳ نوامبر ۱۸۷۵ – ۴ آوریل ۱۹۴۹) دوچرخه‌سوار اهل بریتانیا بود. وی در بازی‌های المپیک تابستانی ۱۹۱۲ شرکت کرده است.